# 高木ナオ
高木 ナオ（たかぎ ナオ、1976年7月10日 - ）は、日本のダンサー、女優、歌手。血液型はAB型、愛知県名古屋市出身。女子ハンマー投の室伏由佳とは、高校の同級生で陸上競技部の部活仲間。
芸能活動開始当初は柳昭子ジャズダンスシティに籍を置くのみで事務所には所属していなかったが、2000年秋以降はA&Aアーティスト（現：SRプロモーション）に一時期所属していた。
171cmの長身に低めの声という特徴や演じた役柄などから、ときに宝塚の男役のようだと言われることもあるが、宝塚歌劇団に在籍したことはない。
結婚後は活動休止中であるが、公認ファンクラブおよびWEBサイトは現在も存続し、本人もブログの執筆を続けている。
2008年7月にはセルフプロデュースでライブを行ない、2015年6月には「ANZA∞小坂明子 Legend Forever 〜伝説は永遠に〜」と題したライブにゲスト出演した。

## 来歴
子供の頃からモダンバレエを習っていたが、スポーツ全般に秀でており中学・高校時代は陸上競技（ハードルおよび短距離走）に特に力を注いでいた。
日本女子体育短期大学（現:日本女子体育大学）在学中に、教鞭を執っていた柳昭子に見出されて師事したことからダンサーへと転進、ミュージカルなどに出演するようになった。
また、最も代表的な出演作品であるセーラームーンミュージカルにおいて、同シリーズの作曲を担当していた小坂明子に歌唱指導を受けたことがきっかけで、歌手としての活動に関心を持つようになるが、R&BボーカルユニットLove No Limitへの参加期間は1年弱と短く、またその後、別のミュージャンとロックバンドを結成する準備をしていたこともあるようだが、こちらは実現しなかった。
一方で、セーラームーンミュージカル卒業後は、演出家・橋爪貴明（俳優・橋爪功の長男）が主宰する製作会社、翔企画のオリジナルミュージカルやディナーショーに出演した。
現在は結婚し、一男一女の母である（2010年現在）。

## 主な出演作品

### ミュージカル
- アニー（1997年） アンサンブル
- ハウ・ツゥ・デイト2（1998年） アンサンブル
- 美少女戦士セーラームーン（1998年-2002年） 天王はるか／セーラーウラヌス役 ※2代目
- 忍者エール（2001年） 忍者オレンジ役
- Borderless2〜ガーディアンエンジェルス〜（2003年） ザザ役
- Borderless3〜新月の夜の夢/SUN RISE SUN SET〜（2004年） キメラ役

### ダンス公演・発表会
- 柳昭子ジャズダンスシティ公演「STEPPIN' 97」（1997年）
- 柳昭子ジャズダンスシティ発表会「KEEP IT UP! 98」（1998年）
- 日本ジャズダンス芸術協会公演「ジャズダンスフェスティバル'98」（1998年）
- 日本ジャズダンス芸術協会公演「ジャズダンスフェスティバル2000」（2000年）
- 柳昭子ジャズダンスシティ公演「STEPPIN' 2001」（2001年）
- 日本ジャズダンス芸術協会公演「ジャズダンスフェスティバル2001」（2001年）

### テレビ番組
- アッコにおまかせ（1999年）藤井隆のお出かけクッキング ゲスト
- さんまのからくりTV（2001年、2002年） クイズ賞品の紹介嬢
- ほわほわ〜穂臣世界〜（2002年） ゲスト
- IDOL Nu-SCHOOL38 セーラーヴィーナス降臨！（2001年） 村田あゆみがゲストの回に特別出演

### 音楽活動
- 女性3人のR&Bボーカルユニット、Love No Limit の一員として活動
  - 「LIVE! T's Jam HALLOWEEN SPECIAL」（2002年）
  - 「LIVE! T's Jam GOOD GOD SPECIAL」（2002年）
  - 「LIVE! T's Jam 春の大試聴会」（2003年）
- ソロライブ「MAHALO☆SUMMER PARTY 2008↑↑」（2008年）
- ゲスト出演「ANZA∞小坂明子 Legend Forever 〜伝説は永遠に〜」（2015年）

### その他
- 日本マクドナルド創立25周年記念式典/パーティ'96（1996年）
- エイベックス・ファッション・ブランド発表展示会（1997年）
- 美川憲一・研ナオコ「ドリーム・コンサートPart2」（1999年）
- 第33回「東京モーターショー」（1999年）
- CM「資生堂エリクシール・クリアブライトニングマスク」（2000年）
- ディナーショー「Borderless Christmas Dinnershow」（2003年、2004年）